# Сабижи
Сабижи — деревня в Торошинской волости Псковского района Псковской области России.
Расположена в 19 км к северо-востоку от Пскова и в 3 км к северо-западу от деревни Торошино.
Численность населения деревни по состоянию на 2000 год составляла 6 человек.